# Автовоз

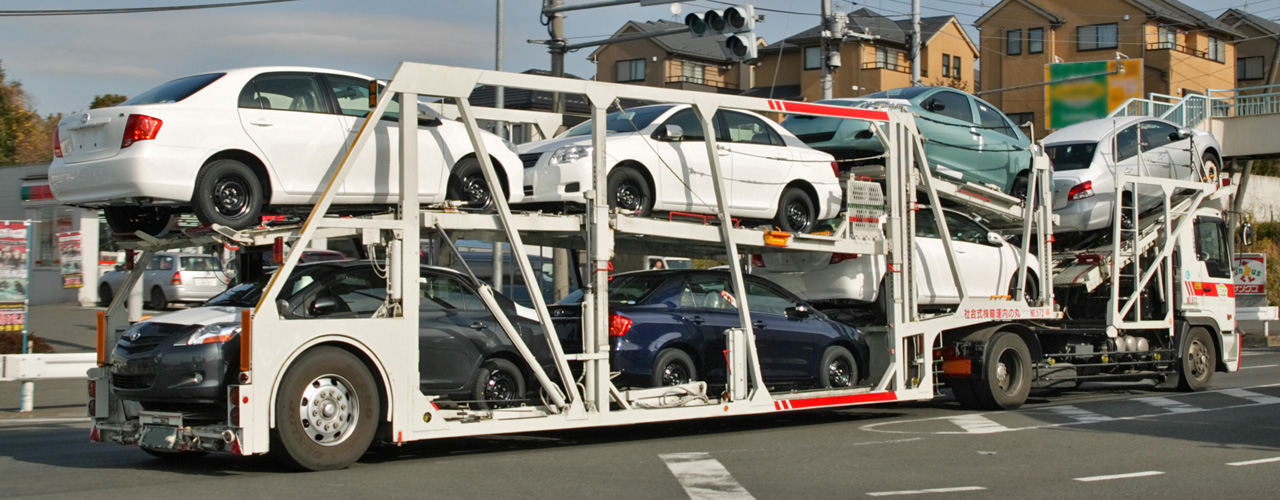
Автомобилевоз

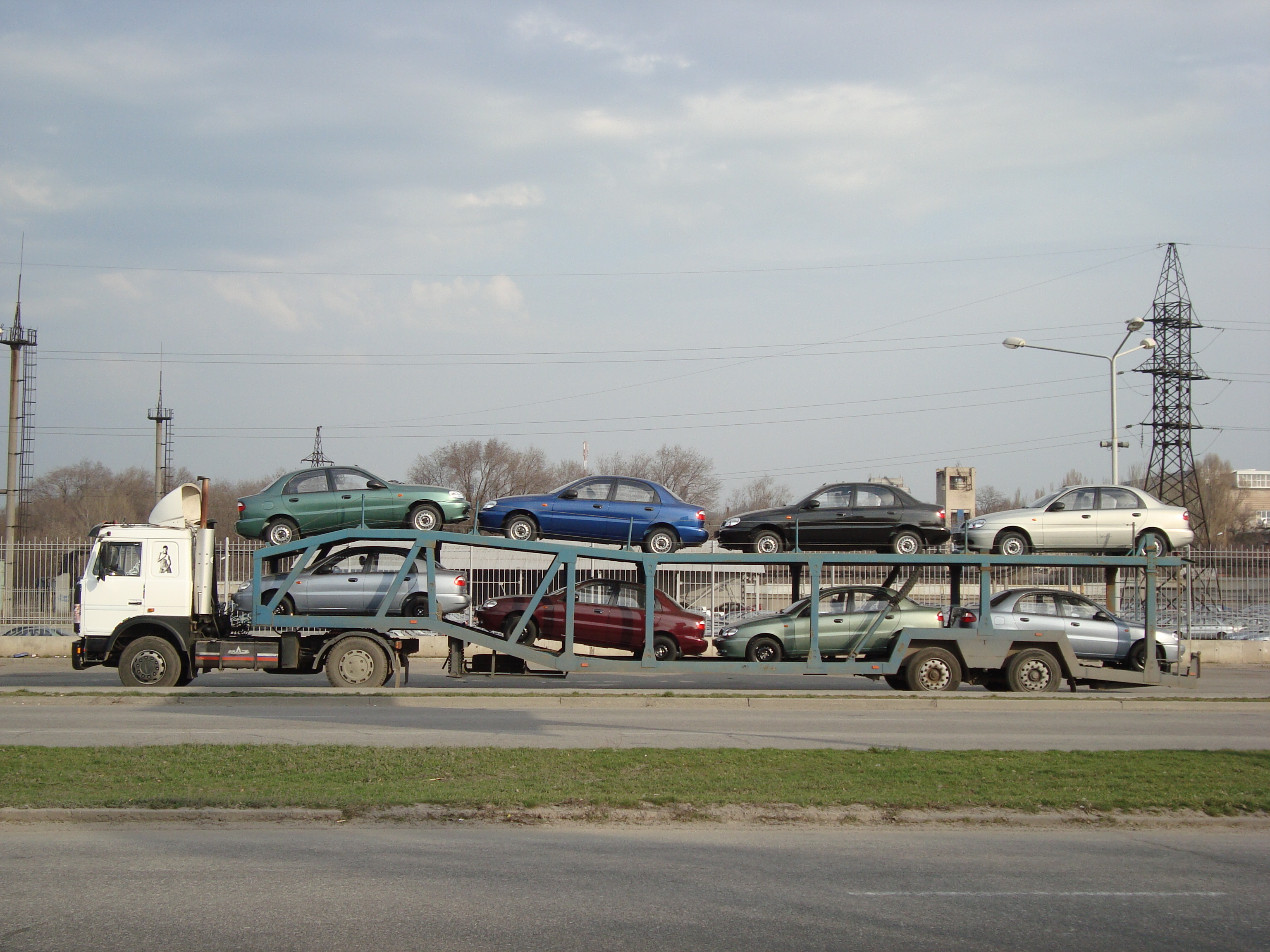
Автовоз на базе «МАЗ», груженный Lanos Daewoo («УкрАвто»)

Автовоз (также автомобилевоз, англ. car transporter) — специализированное транспортное средство, предназначенное для перевозки легковых автомобилей, автодома, мотоцикла и другой колесной техники. Автовоз состоит из тягача и специального прицепа (полуприцепа).
Существуют открытые и крытые автовозы (тентованные, с бортами).
Стандартный автовоз рассчитан на перевозку 7—8 автомобилей класса B (Renault Logan, Chevrolet Lanos), европейские прицепы могут перевозить до 9—10 автомобилей, в зависимости от их габаритов. В России максимальная разрешенная длина автовоза 20 м при высоте 4 м. В Германии — 20,75 м при той же высоте. Кроме того, существуют автовозы, рассчитанные на перевозку от одного до трех автомобилей. В основном такие прицепы используются как эвакуаторы.
Автовозы эксплуатируются как при национальных, так и при международных перевозках.
Прицепы производят европейские (Lohr (Франция), Kassbohrer (Австрия), Rolfo (Италия)) и отечественные фирмы (ВЗТМ, МЗСА, Канашский завод «Стройтехника», Тролза и др.).

## Основные модели европейских автовозов

### Lohr(Франция)
- Eurolohr 100
- Eurolohr 300
- SHR
- Multilohr
- Maxilohr (грузовые автомобили)
- Citylohr (городской автовоз)

### Rolfo (Италия)
- Arctic
- Sirius
- Blizzard
- Auriga
- Centaurus (грузовые автомобили)
- Orion
- Pegasus
- Polaris
- Europa
- Combi Africa
- Gemini
- Delux (крытые)
- Hercules

### Kassbohrer
- Citytrans (городской автовоз)
- Ecotrans (крытый автовоз)
- Metago
- Supertrans
- Variotrans
- Руслан (разработан для России)

### KMЗ (Россия)
- Kama EAST
- Kama WEST
- Kama STAYER

### МЗСА (Россия)
- МЗСА 852111.102
- МЗСА 852111.302
- МЗСА 831400

### Канашский завод «Стройтехника» (Россия)
- КЗС 949811
- КЗС 949810

### Вагоны
Автовозные вагоны на Западе явление редкое, но в России имеют большое распространение. Погрузка и разгрузка таких вагонов производится с торца, причем количество таких вагонов не ограничено. Они имеют 2 яруса загрузки. В среднем вагон вмещает от 10 до 16 машин. Для погрузки и разгрузки требуется специально оборудованный тупик. Вагон-автомобилевоз фирмы «Раутаруукки», поставлявшийся в СССР в 1980-е годы, был наиболее массовой моделью вагона.